# Les Super-pouvoirs de l'océan
Les Super-pouvoirs de l'océan est une émission de télévision française diffusée le 28 novembre 2023 en prime-time sur France 2 et consacrée à la découverte et à la protection de l'océan. Présentée par Hugo Clément et Léa Salamé, avec comme grand témoin Maud Fontenoy. Cet événement télévisuel est programmé peu avant la COP 28.

## Contenu de l'émission
Les super-pouvoirs de l'océan, est un programme imaginé pour mettre en lumière ces vastes étendues d'eau salée comprise entre deux continents. Le déroulement de la soirée met en avant 4 pouvoirs :
- L’Océan pour se soigner : Christophe Dechavanne dresse le portrait de Steve Stievenart, l’une des stars mondiales de la nage en eau libre qui explique que l’Océan lui a sauvé la vie.
- L’Océan nous protège : Laury Thilleman, est partie à Svalbard, archipel norvégien situé en mer de Barents, et dans l’océan Arctique, pour rencontrer la glaciologue Heïdi Sevestre, qui étudie les conséquences du dérèglement climatique sur les glaciers.
- L’Océan, poumon de la planète : Diégo Buñuel s’est rendu à l’île Maurice avec François Sarano, à la rencontre des cachalots qui produisent une partie de l’oxygène que nous respirons.
- L’Océan, notre garde-manger : Valérie Filain est allée en Indonésie, à la rencontre des bénévoles de l’association Coral Guardian, qui restaurent les coraux en impliquant les populations locales.

## Participants
Par ordre d'apparition :
- Christophe Dechavanne (animateur de télévision, animateur de radio, producteur et acteur français) ;
- Françoise Gaill (biologiste et océanographe française) ;
- Gilles Boeuf (biologiste français, ancien président du Muséum national d'histoire naturelle) ;
- Camille Étienne (activiste climatique française[3]) ;
- Maud Fontenoy (navigatrice et ancienne femme politique française) ;
- Steve Stievenart (nageur en eau libre français, ayant effectué une traversée de la Manche) ;
- Jimmy Mohamed (médecin urgentiste, animateur du Magazine de la santé, et chroniqueur) ;
- Laury Thilleman (reine de beauté et animatrice de télévision française) ;
- Heïdi Sevestre (glaciologue française) ;
- Emmanuelle Périé-Bardout (exploratrice, co-directrice des expéditions Under The Pole, ancienne équipière de Jean-Louis Étienne[4]) ;
- Julian Bugier (journaliste français, présentateur de journal télévisé) ;
- Diégo Buñuel (journaliste, réalisateur franco-américain, et animateur de Thalassa) ;
- François Sarano (docteur en océanographie, plongeur, fondateur d'association, directeur de recherche, chef d'expédition et conseiller scientifique du Commandant Cousteau) ;
- Armelle Jung (biologiste au sein de l'association internationale Des requins et des hommes[5], et membre du CA de FNE[6]) ;
- Valérie Filain ( journaliste française) ;
- Julien Holleville (membre de l'association Coral guardian[7]) ;
- Ali Badou (animateur de radio et de télévision franco-marocain) ;
- Alexis Rosenfeld (photojournaliste et explorateur[8]) ;
- Hervé Berville (homme politique français, secrétaire d'État à la Mer) ;

## Objectifs
L’émission Les super-pouvoirs de l’Océan soutient des projets de protection des mers et océans, et permet d’orienter les dons des défenseurs du climat et de la biodiversité selon 9 axes :
- Mieux connaître les requins-taupes de la Manche (association Des Requins et des Hommes)
- Défendre la mer et le littoral en Bretagne (FNE Bretagne)
- Préserver les petits fonds côtiers de Méditerranée (FNE Provence Alpes Côte d’Azur et FNE Occitanie-Méditerranée)
- Étudier et protéger les cétacés dans le golfe de Gascogne (GREC)
- Sauver les tortues luth en Guyane (association Kwata)
- Sauver les derniers dugongs de Mayotte (Les Naturalistes de Mayotte)
- Protéger les phoques de la Baie de Somme (Picardie Nature et association CHENE)
- Créer une aire marine protégée sur la côte basque (association Sepanso 64)
- Mettre fin au plastique dans l’océan (Surfrider Foundation)

## Résultat
Le programme, suivi par 1 780 000 téléspectateurs a permis de collecter 1,2 million d'euros au profit des 9 projets répertoriés par le partenaire de l'émission, l'association France Nature Environnement,.